# Eleccions legislatives malteses de 1998
Les Eleccions legislatives malteses de 1998 es van celebrar el 5 de setembre de 1998. Va guanyar el Partit Nacionalista, i el seu cap Eddie Fenech Adami fou nomenat primer ministre.

## Resultats
Per la sota es presenta els resultats electorals de 5 de setembre de 1998 a la Cambra de Diputats de Malta:
|                                                                                         | Partit Nacionalista Partit Nazzjonalista         | 137.037 | 51,8  | 35 | - |
|                                                                                         | Partit Laborista Partit Laburista                | 124.220 | 47,0  | 30 | - |
|                                                                                         | Alternativa Democràtica Alternattiva Demokratika | 3.208   | 1,2   | -  | - |
|                                                                                         | Total (participació 94,1%)                       | 264.492 | 100.0 | 65 |   |
| Font: «Malta Elections». Arxivat de l'original el 2005-12-31. [Consulta: 14 juny 2009]. |                                                  |         |       |    |   |